# Pirmeda
Pirmeda is een geslacht van rechtvleugeligen uit de familie sabelsprinkhanen (Tettigoniidae). De wetenschappelijke naam van dit geslacht is voor het eerst geldig gepubliceerd in 1940 door Henry.

## Soorten
Het geslacht Pirmeda omvat de volgende soorten:
- Pirmeda rosetta Henry, 1940
- Pirmeda tenmalaia Henry, 1940
- Pirmeda travancora Henry, 1940